# Bella (chanson)
Pour les articles homonymes, voir Bella.
Singles de Gims
J'me tire
(2013) VQ2PQ
(2013)
Bella est une chanson du rappeur francophone Gims, extrait de son album studio Subliminal (2013). En mars 2024, le titre cumule plus de 593 millions de vues sur YouTube.

## Genèse
Dans une interview, Gims confirme que le travail de ce tube remonte en 2009 : « Bella date de L'Écrasement de tête, je n’avais posé que le refrain. Musique espagnole, j’aime le reggaeton et j’avais cet air là. Je la chantais aux autres, tout le monde l’aimait. Le morceau avait un succès avant d’exister, ça m’a mis un stress. Les gens s’attendaient à un truc de fou. Le travail a été sur plusieurs années sur ce titre, il a traversé les époques et évolué. Il est venu au monde en 2013, il a une histoire. C’était un son difficile à faire, rapper dessus n’est pas évident. Il fallait un délire entre reggaeton et salsa. Personne ne m’attendait sur un son comme ça. ».

## Classements et certifications

### Classement hebdomadaire
| Classement (2013-2014)                  | Meilleure position |
| --------------------------------------- | ------------------ |
| Belgique (Flandre Ultratip 100)         | 6                  |
| Belgique (Flandre Ultratop R&B/Hip-Hop) | 17                 |
| Belgique (Wallonie Ultratop 50 Singles) | 3                  |
| Belgique (Wallonie Ultratop 50 Airplay) | 8                  |
| France (SNEP)                           | 3                  |
| France (SNEP Radio)                     | 3                  |
| France (SNEP Téléchargement)            | 3                  |
| Suisse (Schweizer Hitparade)            | 25                 |
| Suisse (Charts Romandie)                | 4                  |

| Classement (2015)                          | Meilleure position |
| ------------------------------------------ | ------------------ |
| Belgique (Wallonie Back Catalogue Singles) | 1                  |
| France (SNEP)                              | 57                 |

### Certifications
| Pays   | Organisme | Certification |
| ------ | --------- | ------------- |
| France | SNEP      | Platine       |

## Clip
Le clip de la musique se déroule et fut tourné à Marbella, une station balnéaire huppée d'Andalousie, en Espagne. On y aperçoit notamment les arènes de corrida de la ville.
Le personnage de « Bella » représenté dans le clip est interprété par Kelly Vedovelli. La Lamborghini utilisée dans le clip est une Murciélago jaune.
La chanson de DJ Kayz ft Souf - Ma Bella, sortie en juillet 2016, reprend un bout de paroles de Bella : « Elle répondait au nom de Marbella, elle répondait au nom de Bella ».

## Dans la culture populaire
- Bella figure dans la bande originale du long métrage L'Économie du couple réalisé en 2016 par Joachim Lafosse.